# Mưa ngâu
Mưa Ngâu là tên gọi cho những cơn mưa xuất hiện vào đầu tháng 7 Âm lịch ở Việt Nam hàng năm. Trong dân gian  Việt Nam có câu tục ngữ: "vào mùng 3, ra mùng 7", nghĩa là mưa sẽ có vào các ngày mùng 3 đến mùng 7, 13 đến 17 và 23 đến 27 âm lịch. Các cơn mưa thường không liên tục, rả rích, do vậy mới có cụm từ "trời mưa sụt sùi" để chỉ mưa ngâu.

## Từ nguyên
Ngày xưa có nàng Chức Nữ là con gái yêu của Trời suốt ngày chăm chỉ dệt vải. Trời se duyên với một chàng trai được người được nết tên là Ngưu Lang. Chàng lo chăm sóc đàn trâu của nhà Trời. Hai người sống rất hạnh phúc. Tuy nhiên chỉ suốt ngày bên nhau cho nên đã chênh mảng công việc Trời giao. Khung cửi bỏ không, đàn du chích cả hai xuống bờ sông Ngân, nhưng bắt mỗi người ở một bên bờ. Mỗi năm Trời chỉ cho hai người gặp nhau một lần vào ngày 7 tháng 7 Âm lịch. Vào ngày ấy, bao giờ cũng mưa dầm dề, đó là nước mắt của cả Ngưu Lang lẫn Chức Nữ. Nhân dân gọi đó là mưa ngâu (đọc chệch chữ Ngưu).
Theo truyền thuyết Ngưu Lang Chức Nữ thì mỗi khi Ngưu Lang và Chức Nữ gặp nhau, họ đã khóc và nước mắt của họ rơi xuống trần gian hoá thành cơn mưa, đó chính là mưa Ngâu. Do vậy, người ta còn gọi họ là ông Ngâu bà Ngâu. Truyện kể rằng, cứ sau khi hàn huyên tâm sự, họ lại khóc cho nên các cơn mưa mới không liên tục, lúc mưa, lúc tạnh. Thi sĩ Vương Bột đời Đường đã viết "Thu thủy cộng trường thiên nhất sắc" (nghĩa là Nước mùa thu cùng bầu trời bao la hòa làm một màu) để viết về khung cảnh thiên nhiên của thời tiết này vào mùa thu.

## Phong tục
Cũng vì lý do này nên ở Việt Nam, người ta không tổ chức đám cưới vào tháng 7 âm lịch (tháng mưa Ngâu) vì có mưa dầm suốt tháng đồng thời lại có thể có gió bão và kiêng kị cho cuộc sống vợ chồng trẻ sau này có thể bị chia ly, chỉ gặp nhau một năm một lần giống vợ chồng Ngâu.

## Trongnghệ thuật

### Văn học dân gian
Mưa Ngâu có nhiều trong ca dao Việt Nam như:
Tục truyền tháng bảy mưa ngâu,
Con trời lấy chú chăn trâu cũng phiền
...Tháng sáu lo chửa kịp tiền
Bước sang tháng bảy lại liền mưa Ngâu
Tháng bảy là tháng mưa Ngâu
Bước sang tháng tám lại đầu trăng thu...
Tháng năm tháng sáu mưa dài
Bước sang tháng bảy tiết trời mưa Ngâu
Nhớ ai như vợ chồng Ngâu
Một năm mới gặp mặt nhau một lần.

### Văn học viết
- Mưa Ngâu là một chủ đề được nhiều nhà văn, nhà thơ Việt Nam khai thác. Trong thời kỳ văn học trung đại, Trần Tế Xương có bài "Mưa tháng bảy" được làm theo thể thất ngôn bát cú:

Sang tuần tháng bảy tiết mưa ngâu
Nắng mãi thì mưa cũng phải lâu.
Vạc nọ cầm canh thay trống mõ,
Rồng kia phun nước tưới hoa màu.
Ỳ ào tiếng học nghe không rõ
Mát mẻ nhà ai ngủ hẳn lâu.
Ông lão nhà quê tang tảng dậy
Bảo con mang đó chớ mang gầu.
- Sang thời kỳ văn học hiện đại, mưa Ngâu cũng được nhắc tới trong một số bài thơ như: bài Ngựa qua từng chuyến của Yến Lan, Mưa Ngâu của Ngô Văn Phú, Mưa Ngâu của Tế Hanh, Huyền thoại Ngưu Lang - Chức Nữ của Lưu Vĩnh Hạ, Chuyện lâu rồi của Hoàng Cầm, Đời còn chi của Vũ Hoàng Chương, Anh chỉ sợ rồi trời sẽ mưa của Lưu Quang Vũ v.v...
- Vào năm 1943, nhằm vừa đề cập đến mưa Ngâu, vừa giúp người đọc nhớ đến các chữ số của số Pi, Nguyễn Bá Thái có đưa ra thơ:[2]

Cầu Ô tuân ý Cao-xa
Ngân-giang lẻ phương đậm-đà bắc ngang
Tưng-bừng nghênh-đón cô-ngương
Chàng Ngưu vui tỏ nỗi thương-ai tràn
Thường là chuyện khóc khó can
Hóa thành mưa lũ miên-man tháng-ngày
(Những chữ được nối với nhau thì được coi là 1 từ. Tất cả bài thơ này diễn tả 31 chữ số của số Pi)

### Trongtân nhạc
Đặng Thế Phong cũng nhắc tời mưa Ngâu trong nhạc phẩm nổi tiếng Giọt mưa thu:
Đến bao năm nữa trời
Vợ chồng Ngâu thôi khóc vì thu
Mưa Ngâu cũng đã được lấy làm tên cho một bài hát của nhạc sĩ Thanh Tùng, bài Mưa Ngâu. 
...giọt mưa Ngâu hay là nước mắt ai nhớ nhau..